# Сновська міська територіальна громада
Сновська міська громада — територіальна громада в Україні, у Корюківському районі Чернігівської області. Адміністративний центр — місто Сновськ.
Площа громади — 1282,93 км², населення — 23 165 мешканців (2018).
Утворена 27 вересня 2016 року шляхом об'єднання Сновської міської ради і всіх сільрад Сновського району.

## Населені пункти
До складу громади входять 1 місто (Сновськ), 1 селище (Лука) і 55 сіл: Безуглівка, Великий Щимель, Гвоздиківка, Гірськ, Глибокий Ріг, Гута-Студенецька, Єліне, Єнькова Рудня, Жовідь, Журавок, Загребельна Слобода, Займище, Заріччя, Іванівка, Ількуча, Камка, Клюси, Куропіївка, Кучинівка, Липівка, Лосєва Слобода, Лютівка, Михайлівка, Мишине, Містки, Млинок, Низківка, Нові Боровичі, Нові Млини, Петрівка, Піщанка, Пльохів, Попільня, Привільне, Радвине, Рогізки, Руда, Сальне,  Селище, Слава, Смяч, Сновське, Софіївка, Стара Рудня, Старі Боровичі, Суничне, Тихоновичі, Тур'я, Філонівка, Хотуничі, Хрестопівщина, Хрінівка, Чепелів, Шкробове, Щокоть.